# Official Monster Raving Loony Party
El Official Monster Raving Loony Party (OMRLP) es un partido políticofundado en el Reino Unido en 1982 por el músico David Sutch, también conocido como Screaming Lord Sutch, 3er Conde de Harrow, o simplemente Lord Sutch. Destaca por sus políticas deliberadamente extrañas y su objetivo es satirizar la política británica y ofrecerse como alternativa para los votantes que protestan, especialmente en circunscripciones donde es poco probable que el partido que tiene un escaño seguro lo pierda.

## Historia

### La era Sutch
A partir de 1963, David Sutch, líder del grupo de rock Screaming Lord Sutch and the Savages, se presentó a las elecciones parlamentarias británicas con distintos nombres de partido, inicialmente como candidato del National Teenage Party. En aquella época, la edad mínima para votar era de 21 años. El nombre del partido pretendía poner de relieve lo que Sutch y otros consideraban una hipocresía, ya que los adolescentes no podían votar por su supuesta inmadurez mientras los adultos que gobernaban el país estaban envueltos en escándalos como el caso Profumo.
Sutch se trasladó a Estados Unidos en 1968. Tras recibir un disparo durante un intento de atraco mientras vivía en Estados Unidos, Sutch regresó a Gran Bretaña y a la política durante la década de 1980. El nombre de Raving Loony apareció por primera vez en las elecciones parciales de Bermondsey de 1983.
Un concepto similar había aparecido antes en el sketch Election Night Special de la serie cómica de televisión Monty Python's Flying Circus, en el que competían los partidos Silly y Sensible; y un sketch similar de The Goodies, en el que Graeme Garden se presentaba como Science Loony. Un candidato de los Science Fiction Looney también se presentó a las elecciones parciales de Cambridge en 1976.
Otros dos fueron importantes en la formación del OMRLP: John Desmond Dougrez-Lewis se presentó a la elección parcial de Crosby de 1981 (ganada por la cofundadora del Partido Socialdemócrata , Shirley Williams); y Dougrez-Lewis se presentó a la elección parcial como Tarquin Fin-tim-lin-bin-whin-bim-lim-bus-stop-F'tang-F'tang-Olé-Biscuitbarrel, tomado del sketch de Monty Python Election Night Special. Había cambiado su nombre de John Desmond Lewis por el de John Desmond Lewis, en nombre de la Cambridge University Raving Loony Society (Curls), un "partido antipolítico" y grupo de recaudación de fondos para obras benéficas creado en gran parte como divertida respuesta a la cada vez más polarizada política estudiantil de Cambridge. Fue responsable de una serie de divertidas acrobacias. Sus equivalentes en la Universidad de Oxford eran los "Oxford Raving Lunatics". Dougrez-Lewis se convirtió en el agente de Sutch en las tristemente célebres elecciones parciales de Bermondsey, donde se desplegó oficialmente por primera vez la bandera del OMRLP. Volviendo a su nombre original, Dougrez-Lewis se presentó por el nuevo partido en Cambridge en las elecciones generales de 1983.
Otro candidato alternativo fue el comandante Bill Boaks, un héroe retirado de la II Guerra Mundial que participó en el hundimiento del Bismarck. Boaks hizo campaña y se presentó a las elecciones durante más de 30 añoscon fondos limitados, siempre sobre el tema de la seguridad vial. Boaks influyó en la dirección de Sutch como principal antipolítico: "A los que de verdad quieres son a los que no votan, porque son los que piensan".
Boaks pensaba que el aumento del tráfico y de las carreteras causaría problemas, y abordó la seguridad vial con campañas extravagantes y diversas tácticas, incluida la acusación privada de personajes públicos que escapaban a la acusación pública por conducir ebrios.Junto con Sutch y otros, hizo campaña para peatonalizar Carnaby Street en Londres.(Mientras se recuperaba de un atropello por una motocicleta, Boaks fue uno de los agentes contables de Sutch en Bermondsey en 1983. Tras la muerte de Boaks, la opinión popular sobre la seguridad vial se ha acercado más a sus puntos de vista.
Screaming Lord Sutch se suicidó el 16 de junio de 1999 cuando sufría depresión clínica tras la muerte de su madre, Annie, en 1998. En abril de 2005 se publicó una biografía de Sutch, The Man Who Was Screaming Lord Sutch (escrita por Graham Sharpe, director de relaciones con los medios de comunicación de la casa de apuestas William Hill), en la que se describía lo que quedaba del partido como "aspirantes, incapaces y algunos malditos incapaces".

### Después de Sutch
Al funeral de Sutch, organizado por su amigo de toda la vida, el batería de sesión Carlo Little, asistieron miembros del OMRLP y del Raving Loony Green Giant Party, entre ellos Stuart Hughes, quien, junto con Freddie Zapp, llevó una enorme ofrenda floral en forma de escarapela del OMRLP. La dirección del OMRLP recayó en Alan "Howling Laud" Hope y su gato, Catmando, que fueron los ganadores conjuntos de la votación de afiliados de 1999 para elegir al sustituto de Sutch.Aunque Hope asumió el liderazgo del partido tras la muerte de Sutch, el verdadero día a día del partido siempre ha estado en manos de otros miembros del partido.
El OMRLP presentó 15 candidatos en las elecciones generales de 2001, en las que obtuvo sus mejores resultados hasta la fecha.
El manifiesto, titulado The Manicfesto, para las elecciones generales de 2005 incluía el compromiso de abolir el impuesto sobre la renta, citando como siempre que sólo se trataba de una medida temporal durante las guerras napoleónicas. También se incluía otra vieja idea, "Poner el Parlamento sobre ruedas", de que el Parlamento se reuniera en todo el país en lugar de sólo en Londres, con especial énfasis esta vez en su creación, negando la necesidad de asambleas nacionales/regionales.
El OMRLP ha presentado candidatos desde 2001, con escaso éxito y perdiendo sus depósitos.
La sede oficial del OMRLP fue originalmente el Golden Lion Hotel de Ashburton, Devon, y después el pub Dog & Partridge de Yateley, Hampshire, pero se perdió poco después de las elecciones generales de 2005. En la actualidad, las sedes de las conferencias se eligen con antelación: la de 2006 se celebró en Torrington, Devon, y la de 2007, en Jersey. En 2017, la conferencia se celebró en Blackpool.
El último representante electo del partido fue R. U. Seerius (anteriormente Jon Brewer) en el Consejo Parroquial de Sawley, en Derbyshire, compuesto por 11 miembros, elegido por primera vez (sin oposición) en 2005. En mayo de 2007 ya no era miembro, pues no se presentó a no menos de 11 reuniones estatutarias durante su mandato, debido a una enfermedad.
El OMRLP logró presentarse a las dos elecciones parciales del 19 de julio de 2007 en Sedgefield y Ealing Southall, pero de nuevo obtuvo resultados irrisorios: Alan Hope obtuvo 129 votos (0,46%) y John Cartwright 188 (0,51%), superando a los Demócratas Ingleses pero quedando por detrás del Partido Cristiano del reverendo George Hargreaves y David Braid.
En reconocimiento de que se necesitaban reformas, Peter "T.C." Owen pasó del cargo honorífico de presidente del partido al de líder adjunto (y, por tanto, líder efectivo en el día a día) del OMRLP, mientras que Anthony "The Jersey Flyer" Blyth (propietario del Hotel Ommaroo y miembro del Jersey Heritage Trust) asumió el papel de Owen. Owen es uno de los cuatro Raving Loonies que han obtenido más de 1.000 votos en unas elecciones (obtuvo 2.859 votos en las elecciones europeas de 1994).
El 31 de mayo de 2017, Hope fue entrevistado por Andrew Neil en el programa Daily Politics de la BBC.

## Resultados electorales
En 1987, el OMRLP obtuvo su primer escaño en el Ayuntamiento de Ashburton, en Devon, ya que Alan "Howling Laud" Hope fue elegido sin oposición. Posteriormente fue teniente de alcalde y más tarde alcalde de Ashburton en 1998 (con la oposición principalmente de los conservadores locales; supuestamente nunca le perdonaron que se hiciera miembro del OMRLP) hasta que se trasladó a Hampshire tras la muerte de Sutch. Durante más de una década, su hotel The Golden Lion en Ashburton (al que algunos miembros del partido se referían como "The Mucky Mog") fue la sede del partido y centro de conferencias.
Hasta la fecha, dos concejales se han convertido en alcaldes: Alan Hope en Ashburton (Devon) y Chris "Screwy" Driver en la isla de Sheppey (Kent).
En las elecciones parciales de Bootle, en mayo de 1990, el candidato de los Loony (Sutch) obtuvo más votos que el candidato de los socialdemócratas continuistas. La historia fue un titular importante en muchos periódicos del Reino Unido; irónicamente, la propia elección parcial había atraído poca cobertura. Bootle sigue siendo considerado por el partido como su resultado más significativo en política, aunque en gran medida una burla al mundo político.
En las elecciones parciales de 1995 en Perth y Kinkross, el OMRLP obtuvo mejores resultados que el UKIP y los verdes escoceses. Y en las elecciones parciales de Brecon y Radnorshire de 2019, la candidata del OMRLP Lady Lily the Pink obtuvo más votos que el Partido por la Independencia del Reino Unido. El partido obtuvo un número récord de votos en las elecciones generales de 2019, cuando obtuvo 9.739 votos. Habiendo presentado 24 candidatos, esta fue, numéricamente, la votación más alta del partido en unas elecciones generales. Sin embargo, todavía tiene que mejorar su mejor porcentaje de votos del 0,1% en las elecciones generales de 1992.
El partido aún no ha salvado su depósito en unas elecciones parciales, aunque el antiguo líder del partido, Screaming Lord Sutch, estuvo cerca de conseguirlo en las elecciones parciales de Rotherham de 1994, donde obtuvo el 4,2% de los votos. El umbral para salvar un depósito es del 5%.

### Elecciones generales
| Elección | Candidatos | Votos | % de votos |
| -------- | ---------- | ----- | ---------- |
| 1983     | 11         | 3,105 | 0.0        |
| 1987     | 5          | 1,951 | 0.1        |
| 1992     | 25         | 7,929 | 0.0        |
| 1997     | 24         | 7,906 | 0.0        |
| 2001     | 15         | 6,655 | 0.0        |
| 2005     | 19         | 6,311 | 0.0        |
| 2010     | 27         | 7,510 | 0.0        |
| 2015     | 27         | 3,898 | 0.0        |
| 2017     | 12         | 3,890 | 0.0        |
| 2019     | 24         | 9,739 | 0.0        |
| 2024     | 22         | 5,814 | 0.0        |

### Elecciones parciales
48º Parlamento
| Elección                                   | Candidato   | Votos | % de votos |
| ------------------------------------------ | ----------- | ----- | ---------- |
| Elecciones parciales de 1983 en Bermondsey | David Sutch | 97    | 0.3        |
| 1983 Elecciones parciales en Darlington    | David Sutch | 374   | 0.7        |

49º Parlamento
| Elección                                      | Candidato          | Votos | % de votos |
| --------------------------------------------- | ------------------ | ----- | ---------- |
| 1983 Elección parcial de Penrith y The Border | Señor Gritón Sutch | 412   | 1.1        |
| 1984 Elecciones parciales en Chesterfield     | David Sutch        | 178   | 0.3        |
| 1985 Elecciones parciales a Brecon y Radnor   | David Sutch        | 202   | 0.5        |
| 1986 Elecciones parciales en Fulham           | David Sutch        | 134   | 0.4        |
| 1986 Elección parcial en Newcastle-bajo-Lyme  | David Sutch        | 277   | 0.7        |

50º Parlamento
| Elección                                        | Candidato          | Votos | % de votos |
| ----------------------------------------------- | ------------------ | ----- | ---------- |
| Elecciones parciales en Kensington en 1988      | Señor Gritón Sutch | 61    | 0.3        |
| 1988 Elección parcial en Glasgow Govan          | Lord Sutch         | 174   | 0.6        |
| 1988 Elecciones parciales a Epping Forest       | David Sutch        | 208   | 0.6        |
| 1989 Elección parcial a Richmond (Yorks)        | David "Lord" Sutch | 167   | 0.3        |
| 1989 Elección parcial a Vale of Glamorgan       | "Lord" David Sutch | 266   | 0.4        |
| 1989 Elección parcial a Vauxhall                | "Lord" David Sutch | 106   | 0.6        |
| 1990 Elecciones parciales a Mid Staffordshire   | Lord David Sutch   | 336   | 0.6        |
| Mayo de 1990 Elección parcial a Bootle          | Lord David Sutch   | 418   | 1.2        |
| 1990 Elección parcial a Knowsley South          | David Sutch        | 197   | 0.9        |
| Noviembre de 1990 Elecciones parciales a Bootle | Lord David Sutch   | 310   | 1.1        |
| 1990 Elecciones parciales a Bradford North      | Wild Willi Beckett | 210   | 0.6        |
| 1991 Elecciones parciales a Ribble Valley       | Señor Gritón Sutch | 278   | 0.6        |
| 1991 Elecciones parciales a Neath               | David Sutch        | 263   | 0.8        |
| 1991 Elecciones parciales a Monmouth            | Señor Gritón Sutch | 314   | 0.7        |
| 1991 Elecciones parciales a Liverpool Walton    | Señor Gritón Sutch | 546   | 1.4        |

51º Parlamento
| Elección                                                | Candidato          | Votos | % de votos |
| ------------------------------------------------------- | ------------------ | ----- | ---------- |
| 1993 Elecciones parciales a Newbury                     | Lord David Sutch   | 432   | 0.7        |
| 1993 Elecciones parciales a Christchurch                | David Sutch        | 404   | 0.8        |
| Elecciones parciales a Rotherham en 1994                | Señor Gritón Sutch | 1,114 | 4.2        |
| 1994 Elecciones parciales a Bradford South              | David Sutch        | 727   | 2.4        |
| 1994 Elecciones parciales a Eastleigh                   | David Sutch        | 783   | 1.4        |
| 1995 Elección parcial a Islwyn                          | Señor Gritón Sutch | 506   | 2.2        |
| 1995 Elecciones parciales a Perth y Kinross             | Señor Gritón Sutch | 586   | 1.4        |
| 1995 Elecciones parciales a Littleborough y Saddleworth | Señor Gritón Sutch | 782   | 1.9        |
| 1996 Elección parcial a Hemsworth                       | David Sutch        | 652   | 3.0        |
| 1996 Elecciones parciales a South East Staffordshire    | David Sutch        | 506   | 1.2        |

52º Parlamento
| Elección                                         | Candidato            | Votos | % de votos |
| ------------------------------------------------ | -------------------- | ----- | ---------- |
| Elecciones parciales de 1997 en Uxbridge         | Señor Gritón Sutch   | 396   | 1.3        |
| 1997 Elecciones parciales a Winchester           | Lord David Sutch     | 316   | 0.6        |
| 1999 Elecciones parciales a Eddisbury            | Alan Hope            | 238   | 0.7        |
| 1999 Elecciones parciales a Kensington y Chelsea | "Aullador Laud" Hope | 20    | 0.1        |

53º Parlamento
| Elección                                  | Candidato      | Votos | % de votos |
| ----------------------------------------- | -------------- | ----- | ---------- |
| 2002 Elecciones parciales a Ogmore        | Leslie Edwards | 187   | 1.0        |
| 2003 Elecciones parciales a Brent East    | Alan Hope      | 59    | 0.3        |
| 2004 Elecciones parciales a Leicester Sur | R. U. Seerius  | 225   | 0.8        |
| 2004 Elecciones parciales a Hartlepool    | Alan Hope      | 80    | 0.3        |

54º Parlamento
| Elección                                          | Candidato                 | Votos | % de votos |
| ------------------------------------------------- | ------------------------- | ----- | ---------- |
| 2006 Blaenau Gwent elecciones parciales           | Alan "Aullador Laud" Hope | 318   | 1.2        |
| 2006 Elecciones parciales a Bromley y Chislehurst | John Cartwright           | 132   | 0.5        |
| Elecciones parciales a Ealing Southall en 2007    | John Cartwright           | 188   | 0.5        |
| Elecciones parciales a Sedgefield 2007            | Alan Hope                 | 129   | 0.5        |
| 2008 Crewe y Nantwich, elecciones parciales       | El ladrillo volador       | 236   | 0.6        |
| Elecciones parciales a Henley 2008                | Bananaman Owen            | 242   | 0.7        |
| 2008 Elecciones parciales a Haltemprice y Howden  | Mad Cow-Girl              | 412   | 1.7        |
| Elecciones parciales a Norwich North 2009         | Alan Hope                 | 144   | 0.4        |

55º Parlamento
| Elección                                                 | Candidato                         | Votos | % de votos |
| -------------------------------------------------------- | --------------------------------- | ----- | ---------- |
| Elecciones parciales de 2011 a Oldham East y Saddleworth | Nick "El ladrillo volador" Delves | 145   | 0.4        |
| Elecciones parciales de 2011 a Barnsley Central          | Howling Laud Hope                 | 198   | 0.8        |
| Elecciones parciales a Leicester South en 2011           | Howling Laud Hope                 | 553   | 1.6        |
| Elecciones parciales 2012 Bradford West                  | Howling Laud Hope                 | 111   | 0.3        |
| Elección parcial 2012 Croydon North                      | John Cartwright                   | 110   | 0.4        |
| 2012 Elección parcial a Manchester Central               | "Aullador Laud" Hope              | 78    | 0.5        |
| Elección parcial a Eastleigh 2013                        | "Aullador Laud" Hope              | 136   | 0.3        |
| Elecciones parciales a South Shields 2013                | Alan "Aullador Laud" Hope         | 197   | 0.8        |
| 2014 Elecciones parciales a Wythenshawe y Sale East      | Capitán Chaplington-Smythe        | 288   | 1.2        |
| 2014 Elecciones parciales a Newark                       | Nick El Ladrillo Volador          | 168   | 0.4        |
| Elección parcial a Clacton 2014                          | Alan "Aullador Laud" Hope         | 127   | 0.4        |
| 2014 Elecciones parciales a Rochester y Strood           | Hairy Knorm Davidson              | 151   | 0.4        |

56º Parlamento
| Elección                                           | Candidato                     | Votos | % de votos |
| -------------------------------------------------- | ----------------------------- | ----- | ---------- |
| 2015 Elecciones parciales a Oldham West y Royton   | Sir Oink A-Lot                | 141   | 0.5        |
| Elección parcial a Tooting 2016                    | Alan "Aullador Laud" Hope     | 54    | 0.2        |
| Elección parcial a Witney 2016                     | Mad Hatter                    | 129   | 0.3        |
| 2016 Elecciones parciales a Richmond Park          | Alan "Aullador Laud" Hope     | 184   | 0.5        |
| 2017 Elecciones parciales a Stoke-on-Trent Central | El increíble ladrillo volador | 127   | 0.6        |

57º Parlamento
| Elección                                         | Candidato                | Votos | % de votos |
| ------------------------------------------------ | ------------------------ | ----- | ---------- |
| Elección parcial de 2018 en Lewisham Este        | "Aullador Laud" Hope     | 93    | 0.4        |
| 2019 Elecciones parciales a Peterborough         | Alan "Howling Laud" Hope | 112   | 0.3        |
| 2019 Elecciones parciales a Brecon y Radnorshire | Lady Lily Pink           | 334   | 1.0        |

58º Parlamento
| Elección                                         | Candidato                         | Votos | % de votos |
| ------------------------------------------------ | --------------------------------- | ----- | ---------- |
| Elección parcial 2021 en Hartlepool              | El increíble ladrillo volador     | 104   | 0.3        |
| Elección parcial en Batley y Spen en 2021        | Alan "Aullador Laud" Hope         | 107   | 0.3        |
| 2021 Elección parcial a Old Bexley y Sidcup      | El loco Mike Young                | 94    | 0.4        |
| 2021 Elecciones parciales al norte de Shropshire | Alan "Howling Laud" Hope          | 118   | 0.3        |
| 2022 Elección parcial a Birmingham Erdington     | El Buen Caballero Sir NosDa       | 49    | 0.3        |
| Elección parcial 2022 a Wakefield                | Sir Archibald Stanton Earl 'Eaton | 171   | 0.6        |
| 2022 Elección parcial a City of Chester          | Alan "Aullador Laud" Hope         | 156   | 0.6        |
| 2023 Elección parcial para Lancashire Occidental | Alan "Aullador Laud" Hope         | 210   | 0.9        |
| 2023 Elección parcial a Selby y Ainsty           | Sir Archibald Stanton             | 172   | 0.5        |
| 2023 Elección parcial a Uxbridge y South Ruislip | Alan "Aullador Laud" Hope         | 32    | 0.1        |
| 2023 Elección parcial a Tamworth                 | Alan "Aullador Laud" Hope         | 155   | 0.6        |
| 2023 Elección parcial a Mid Bedfordshire         | Ann Kelly                         | 249   | 0.6        |
| 2024 Elección parcial a Wellingborough           | Nick el ladrillo volador          | 217   | 0.7        |
| 2024 Elección parcial a Rochdale                 | Ravin Rodent Subortna             | 209   | 0.7        |
| 2024 Elección parcial a Blackpool South          | Alan "Aullador Laud" Hope         | 121   | 0.7        |

### Consejeros parroquiales y municipales
A partir de 2021, el partido cuenta con siete consejeros parroquiales y municipales, uno a través de la Asociación de Vecinos de Molesey.
| Consejero                 | Consejo                                                 |
| ------------------------- | ------------------------------------------------------- |
| Alan "Aullador Laud" Hope | Fleet Town Council, Hampshire                           |
| Baron Von Thunderclap     | Bolney Parroquia de Sussex                              |
| Monkey the Drummer        | Molesey Parroquia de Surrey                             |
| Norm la Tormenta          | Parroquia West Grinstead y Partridge Green, West Sussex |
| Sarah Mad Cow             | Lower Carlton Parish, Lincolnshire                      |
| Sir Giles Greenwood       | Parroquia Kemberton, Shropshire                         |
| El icónico poste Arty     | Parroquia Great Carlton, Lincolnshire                   |

### Marca William Hill 2010
Para las elecciones generales de 2010, el OMRLP utilizó la descripción "Monster Raving Loony William Hill Party,que fue recibida con críticas por algunos miembros, con John Cartwright, candidato Loony en Croydon, declarando públicamente:
"No soy ni seré un mercenario, ni un anuncio, para una empresa comercial durante el transcurso de la campaña electoral".

## Afiliación
El estado de cuentas correspondiente al periodo comprendido entre el 1 de enero y el 31 de diciembre de 2008 indica que el número de afiliados asciende a 1.354, de los cuales 173 son de pago y 1.181 "vitalicios pero no de pago". En la actualidad, la afiliación cuesta 15 libras al año e incluye una escarapela del partido, un certificado de locura, una insignia Loony, una tarjeta de afiliación al partido y una carta del líder del partido. Para los que viven en el extranjero, la afiliación cuesta 20 libras.
Sir Patrick Moore (1923-2012), astrónomo aficionado a la televisión británica, fue ministro de Economía del partido durante un breve periodo. En una ocasión dijo que el Monster Raving Loony Party "tenía una ventaja sobre todos los demás partidos, y es que sabían que estaban chiflados".
En 1992, el grupo de Glasgow Hugh Reed and the Velvet Underpants lanzó la canción "Vote Monster Raving Looney", a pesar de no tener ningún vínculo real con el partido.

## Políticas y estrategia electoral
El OMRLP se distingue por tener un manifiesto deliberadamente extraño, que contiene cosas que parecen imposibles o demasiado absurdas de llevar a la práctica, normalmente para destacar lo que ellos consideran absurdos de la vida real. A pesar de su carácter satírico, algunas de las cosas que han aparecido en los manifiestos de los Loony se han convertido en ley, como los "pasaportes para mascotas", la abolición de las licencias para perros y las aperturas de los pubs durante todo el día.
Otras propuestas no aprobadas hasta ahora son la acuñación de una moneda de 99 peniques y la prohibición de las carreras de galgos para "evitar que el país se arruine".
Los Loonies suelen presentar tantos candidatos como les es posible en las elecciones generales del Reino Unido, algunos (pero no todos) con nombres ridículos que han adoptado mediante escritura pública. El propio Sutch se enfrentó a los tres principales líderes del partido (John Major, Neil Kinnock y Paddy Ashdown) en las elecciones generales de 1992. Los candidatos al Parlamento tienen que pagar su propia fianza (que actualmente es de 500 libras) y sufragar todos sus gastos. Ningún candidato del OMRLP ha conseguido el 5% del voto popular necesario para conservar su depósito, pero esto no impide que haya gente que se presente. Sutch fue el que más se acercó con un 4,2% y más de 1.100 votos en las elecciones parciales de Rotherham en 1994, mientras que Stuart Hughes sigue ostentando el récord de mayor número de votos para un candidato Loony en unas elecciones parlamentarias, con 1.442 en las elecciones generales de 1992 en el escaño de Honiton, al este de Devon. El más votado de todos los tiempos fue el cómico Danny Blue, que obtuvo 3.339 votos en las elecciones europeas de 1994 bajo el seudónimo de "John Major". Bamford también había actuado como agente electoral para el rival Partido Correctivo de Lindi St Clair , y fue un antiguo estrecho colaborador de Stuart Hughes.
En el periodo previo al referéndum del Voto Alternativo de 2011, el partido adoptó una postura equívoca, aconsejando a sus seguidores, el 8 de abril, que "votaran lo que consideraran oportuno" En respuesta a los partidos mayoritarios que debaten el Brexit, el OMRLP sugirió enviar a Noel Edmonds al Parlamento Europeo "porque entiende el Trato o el No Trato" Ha defendido un "Brexit al dente" en lugar de un Brexit duro o blando.

## En la cultura popular
Screaming Lord Sutch apareció como él mismo en el primer episodio de la comedia televisiva The New Statesman, presentándose a las elecciones por el escaño de Haltemprice, que ganó Alan B'Stard por el Partido Conservador.
Sutch y su partido obtuvieron el segundo puesto, por delante de los laboristas y el SDP.
Las apariciones regulares del partido en las elecciones parciales fueron satirizadas en el episodio de Blackadder the Third "Dish and Dishonesty", con un candidato del Standing at the Back Dressed Stupidly and Looking Stupid Party presentándose como uno de los rivales de Baldrick en unas elecciones parciales celebradas en un municipio podrido.
En el episodio de One Foot in the Grave "I'll Retire to Bedlam", en el que un programa de noticias regional le grabó llamando a la puerta de los Meldrews, se mostró a un candidato haciendo campaña para una elección parcial. Explicó la naturaleza del partido, que tenían algunas políticas claramente establecidas, y que la gente podía elegir votar por ellos como voto de protesta; todo ello vestido vagamente como una abeja. Más tarde en el episodio, otro candidato de uno de los principales partidos estaba estrechando la mano de pacientes en el hospital, luego se acercó a Víctor para estrecharle la mano y le preguntó si Víctor le votaría. Victor respondió que votaría al Partido de los Locos Locos y que su plataforma política le parecía la más sensata de todos los partidos principales.